# Morinda mollis
Morinda mollis är en måreväxtart som beskrevs av Asa Gray. Morinda mollis ingår i släktet Morinda och familjen måreväxter. Inga underarter finns listade i Catalogue of Life.